# Dominion (Star Trek)
 (novembre 2024).
Si vous disposez d'ouvrages ou d'articles de référence ou si vous connaissez des sites web de qualité traitant du thème abordé ici, merci de compléter l'article en donnant les références utiles à sa vérifiabilité et en les liant à la section « Notes et références ».
Pour les articles homonymes, voir Dominion (homonymie).
Le Dominion est, dans l'univers de fiction de Star Trek, la puissance galactique dominante du Quadrant Gamma.

## Système politique
Rencontré par la Fédération des planètes unies en 2370, le Dominion est connu pour diriger un grand nombre de systèmes stellaires dans une grande partie du Quadrant Gamma. Au sommet de la hiérarchie du Dominion, on trouve les Fondateurs, une espèce de métamorphes aussi nommée Korrigans. Bien que ces derniers n'aient pas à proprement parler de chef, la Fondatrice incarnée par Salome Jens est sans conteste le visage le plus connu des dirigeants du Dominion. Ces derniers ont modifié génétiquement deux espèces pour servir leurs vues et leurs objectifs : ils délèguent la plupart de leurs tâches administratives aux Vortas, tandis que leurs guerriers Jem'hadars s'occupent des opérations militaires.
Parmi les membres du Dominion, on trouve les Karemma, les Dosi, l'Union Cardassienne (de 2373 à 2375) et la Confédération Breen (seulement pendant 1 an, en 2375).

## Histoire
L'âge du Dominion n'est pas connu avec certitude. Le vorta Weyoun prétendit une fois qu'il existait depuis 2 000 ans (voir Star Trek: Deep Space Nine : Combat pour la mort - To the Death), puis 10 000 ans à une autre occasion (Star Trek: Deep Space Nine : Derrière les lignes - Behind the Lines), mais on ne connaît jamais vraiment la part de désinformation contenue dans ses propos.
Les Korrigans, race liquide capable de prendre n'importe quelle apparence se mirent à explorer la galaxie vers 20 000 av. J.-C. mais la crainte que leurs capacités inspirèrent fit que les Korrigans furent rejetés et exclus, puis tués. En fin de compte, ils sont arrivés sur une nouvelle planète nommée Omarion Nebula. Après plusieurs siècles, ils donnèrent naissance aux Vortas et aux Jem'hadars et décidèrent de dominer tous ceux qui les avaient opprimés pour qu'ils ne deviennent jamais plus une menace pour eux.
Les Fondateurs ont formé l'empire du Dominion vers 8 000 ans av. J.-C. dans le quadrant gamma, prenant sous leur emprise des milliers de races et continuant leur avance jusqu'à ce qu'ils se heurtent aux Borgs, ce qui entraina de violents combats pendant plusieurs siècles[réf. souhaitée].
En 2373, le Dominion entra en conflit avec les forces alliées de la Fédération, de l'Empire Klingon et de l'Empire Stellaire Romulien. Ce conflit, qui sera connu plus tard sous le nom de Guerre du Dominion, se déroula principalement dans le Quadrant Alpha. 